# Їньлундао
Іньлундао (кит.: 银龙岛; піньїнь: Yínlóngdǎo — острів Срібного дракона) — китайський річковий острів у міському повіті Фуюань, провінція Хейлунцзян.

## Географія
Острів розташований в місці злиття річок Уссурі й Амур, поряд з китайсько-російським островом Великий Уссурійський та ще кількома десятками маленьких острівців, неподалік від російського міста Хабаровськ. Острів має площу 43,3 км².

## Природні ресурси
Острів Іньлундао на 70%, — це пасовища, сінокоси та рілля. На острові є такі представники фауни як: китайська м'якотіла черепаха, журавлі чорний та японський, лелека чорний, гуска китайська, мандаринка тощо.
У водах річки Амур, поблизу острова, є багато риби, серед якої зустрічаються й види, що перебувають під охороною. Це риба-мандарин та амур чорний. Навколо острова мігрує кета.

## Історія

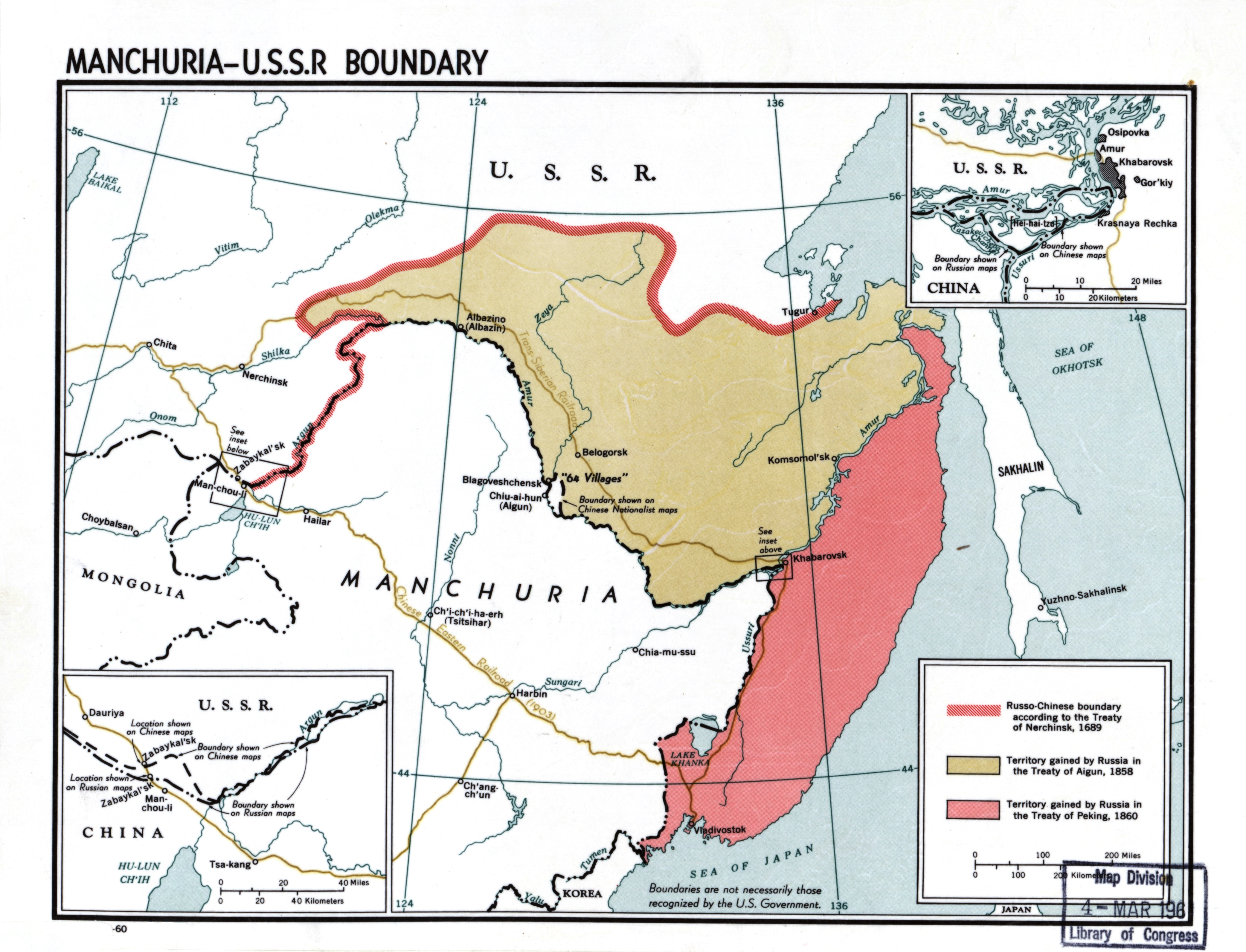
Надбання Росії за Айгунською угодою
Надбання Росії за Пекінською угодою 1860 року

Острів Іньлундао відійшов до Росії за Пекінською  угодою у 1860 році. 1912 року на острові оселився зі своєю сім'єю селянин Сергій Тарабаров (1878-1959) з Воронезької губернії. У 1922 році острів отримав назву — Тарабанов. 
1929 року острів був офіційно закріплений за СРСР.
У радянський час, коли відносини між КНР та СРСР були напруженими, острови Тарабаров і Великий Уссурійський мали стратегічне значення, вони прикривали Хабаровськ у випадку військового нападу. Над островом Тарабаров проходила траєкторія злетів військових літаків 11-ї армії, яка дислокується в Хабаровську.
З 1964 року почалась територіальна суперечка між Китаєм та СРСР за спірні території, до яких належав і острів Тарабаров. 
16 травня 1991 року між СРСР та КНР було підписано угоду про радянсько-китайського державного кордону, а ратифіковано Верховною Радою РФ 13 лютого 1992 року. Кордон вирішено було провести по фарватеру судноплавних річок та середині несудноплавних. До цього кордон в основному проходила по китайському березі, згідно з укладеними раніше радянсько-китайським договорами. Восени 1991 року було створено демаркаційна комісія, яку очолив посол з особливих доручень МЗС РФ Генріх Кірєєв. 

### Передання острова
14 жовтня 2004 року в Пекіні була підписана угода про російсько-китайський державний кордон між президентом Росії Володимиром Путіним та керівництвом КНР. Згідно з підписаною угодою, Росія передала Китаю острів Тарабарова, західну частину острова Великого Уссурійського та декілька дрібних островів. Таким чином Росія віддала Китаю 174 км² своєї території. Підписання угоди стало закінченням територіальних суперечок між двома країнами. 
У 2005 році було ратифіковано угоду між Росією та КНР про передачу острова Тарабаров. 
2008 року острів Іньлундао передано Китаю, через чотири роки після підписання угоди між керівництвом двох країн. 14 жовтня 2008 року на острові Великий Уссурійський, що є передмістям Хабаровська, пройшла церемонія передачі територій Китайській Народній Республіці.

## Галерея

Спірні території
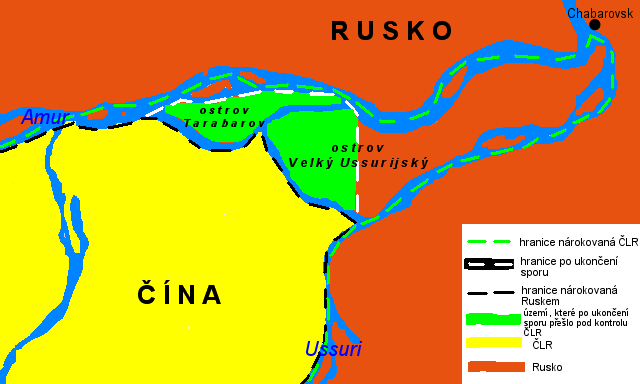
Територія, яка відійшла до Китаю — зеленим кольором